# Tagghjul
Tagghjul (Pediastrum) är ett släkte grönalger i klassen Chlorophyceae. Algerna, som är vanliga i sötvattensjöar, bildar platta kolonier. De finns även i långsamt rinnande vatten. Tagghjul sägs kunna tillföra bismak till dricksvatten.
Celler som ligger ytterst i kolonin bär taggar, till skillnad från cellerna i de inre delarna av kolonin.
Både sexuell produktion och asexuell reproduktion är känd. Asexuell produktion sker både med zoosporer och vilsporer. När vilsporer hamnar i gynnsam miljön återstartar fotosyntes, vilsporen blir grön varefter nya zoosporer bildas. Sexuell produktion, som är mindre välkänd hos släktet, sker med isogami, det vill säga han- och hongameter är lika. Dessa gameter är mindre än zoosporerna.